# Aeronautica di Grecia

## OOB ai primi di settembre del 1943
A causa degli eventi bellici molti reparti della Regia Aeronautica vennero riassegnati. La situazione che viene di seguito presentata fa riferimento ai primi di settembre del 1943.
- 30º Stormo Bombardamento Marittimo, (Kalamaki)[1]
  - 87º Gruppo
    - 192ª Squadriglia
    - 193ª Squadriglia
- 395ª Squadriglia Autonoma Caccia Terrestre, (Araxos)
- Seziona Autonoma Intercettori, (Tattoi)